# Teodoro Aliate
Teodoro Aliate (in greco Θεόδωρος Ἀλυάτης?; fl. XI secolo) era un generale bizantino e stretto collaboratore dell'imperatore Romano IV Diogene.
Aliate era originario della Kappadokia ed era un amico intimo di Romano, che gli aveva conferito il alto titolo di corte di proedro. Nella battaglia di Manzicerta, fu nominato comandante dell'ala destra delle truppe imperiali, resistette inizialmente all'assalto dei turchi selgiuchidi, ma quando Andronico Ducas tradì Romanο, i turchi ne approfittarono e sbaragliarono gli uomini di Aliate.
Dopo essere scampato a quel disastro con le sue unità cappadoce in gran parte intatte, Aliate rimase fedele a Romano durante il tentativo di quest'ultimo di riconquistare il trono.
Nella successiva guerra civile tra Romano e Michele VII Ducas, Aliate sostenne Romano e si unì a lui con uomini della Cappadocia e mercenari franchi. Tuttavia, nella cruciale battaglia di Dokeia, fu sconfitto, catturato e accecato dalle forze di Ducas, guidate dai due figli del cesare Giovanni Ducas.